# Festival RTP da Canção Júnior 2006
O Festival RTP da Canção Júnior 2006 foi o primeiro Festival RTP da Canção Júnior, que teve lugar no dia 29 de setembro de 2006 no Teatro Tivoli. Os apresentadores desta edição foram Helena Coelho e Jorge Gabriel.

## Festival
O Festival Eurovisão da Canção Júnior havia sido criado em 2003 e, nesses primeiros anos, a RTP demonstrou grande interesse na competição e acompanhou-a de perto, apesar de (ainda) não competir nela. Tal fora o seu interesse que, em 2005, a emissora portuguesa decidiu transmitir o Festival Eurovisão da Canção Júnior 2005, enviando Eládio Clímaco para comentador do evento.
Durante essa transmissão, foi notório o interesse da RTP em participar na próxima edição do concurso. Assim, no ano seguinte, a emissora vai lançar, com o apoio da ALFASOM, a versão infantil do seu Festival RTP da Canção: o Festival da Canção Júnior, a fim de selecionar a canção e o representante portugueses para o certame eurovisivo. Para além disso, esta iniciativa teve também como objetivo promover e dar visibilidade a jovens talentos nas áreas da interpretação e composição em Portugal.
Assim, a RTP abriu um concurso nacional para canções inéditas e jovens cantores, com idades compreendidas entre os 8 e 15 anos, tendo recebido no total 72 inscrições. A seleção das 10 candidaturas finalistas ficou a cargo de um júri de seleção, constituído por Ramón Galarza, Fernando Martins e Inês Santos.
Para acompanhar e aconselhar os jovens intérpretes das 10 canções, a RTP convidou um conjunto de figuras ilustres para apadrinharem cada um dos concorrentes: Patrícia Candoso, Liliana Santos, João Catarré, Ciomara Morais, Marta Gil, Vânia Oliveira, Filipe Gonçalves, Pedro Reis, Francisco Rebelo de Andrade e David Carronha, respetivamente.
A gala televisiva do Festival da Canção Júnior 06 teve lugar no Teatro Tivoli, em Lisboa, às 21h15 do dia 29 de setembro de 2006, tendo sido transmitida em direto pela RTP. A emissora convidou ainda os TOCÁRUFAR, as Docemania, o grupo de dança BCM e os Mega 7 para as atuações de intervalo.
A escolha da canção vencedora coube inteiramente à votação por telefone. Por fim, foram reveladas as 3 canções mais votadas e Pedro Madeira foi o grande vencedor desta edição, com a canção "Deixa-me sentir", recebendo 22% dos votos. Portanto, Pedro representou Portugal no Festival Eurovisão da Canção Júnior 2006, em Bucareste, na Roménia, ficando num modesto 14º lugar, com 22 pontos.
| #   | Artista         | Canção                                    | Música (m) / Letra (l)                                                          | Pontuação | Classificação |
| --- | --------------- | ----------------------------------------- | ------------------------------------------------------------------------------- | --------- | ------------- |
| 1º  | Mariana António | "Só eu sei (o que quero)"                 | Miguel Fernandes e Artur Santos (m), Mariana António e Ana Conceição Vieira (l) | —         | —             |
| 2º  | União Verbal    | "HRP (História e RAPugrafia de Portugal)" | Gustavo Almeida (m & l)                                                         | —         | —             |
| 3º  | Trio da Pop     | "Ouve o teu coração e canta"              | Gisela Canelhas (m), Judite Cruz, Adriana Cardoso e Sara Belo (l)               | —         | —             |
| 4º  | Tiago Batista   | "Só quero um mundo melhor"                | Tiago Batista (m & l)                                                           | —         | —             |
| 5º  | Pedro Madeira   | "Deixa-me sentir"                         | Telmo Falcão (m), Pedro Madeira (l)                                             | 22%       | 1º            |
| 6º  | Marisa Almeida  | "Há sempre uma canção"                    | Edviges Pacheco (m), Marisa Almeida (l)                                         | —         | —             |
| 7º  | Ana Ribeiro     | "Uma canção fora de moda"                 | Marcus Levy (m), Ana Ribeiro (l)                                                | 12%       | 3º            |
| 8º  | Daniela Pinto   | "Tudo o que penso"                        | Ménito Ramos (m), Miguel Máximo (l)                                             | —         | —             |
| 9º  | Bárbara Pinho   | "Nas noites de Paris"                     | Leandro Pinho (m & l)                                                           | 17%       | 2º            |
| 10º | João Ferreira   | "Sonho de verão"                          | Eduardo Vaz Paulo (m), João Ferreira (l)                                        | —         | —             |